# Пуэрто-де-ла-Крус
Пуэ́рто-де-ла-Крус (исп. Puerto de la Cruz, ранее известный по английской транскрипции как Кро́спорт англ. Crossport) — туристический центр на северном побережье острова Тенерифе. Является шестым по величине городом острова (население на 2018 год — 30 483 человек).
Муниципалитет в Испании, входит в провинцию Санта-Крус-де-Тенерифе в составе автономного сообщества Канарские острова.
Занимает площадь 8,73 км² и вместе с населёнными пунктами Ла-Оротава, Лос-Реалехос и другими образовывает агломерацию, в которой проживают около 140 тысяч человек.
Связан с Санта-Крус-де-Тенерифе автомагистралью.

## Географическое положение
Город расположен в долине Оротава, на северном побережье острова Тенерифе, в 4 км от города Ла-Оротава, в 37 км Санта-Крус-де-Тенерифе и в 25 км от аэропорта Лос-Родеос.

## Климат и растительность
В отличие от засушливого южного побережья острова Тенерифе, в районе Пуэрто-де-ла-Крус преобладает влажный климат, связанный с постоянным влиянием пассатных ветров, обеспечивающий разнообразный и богатый растительный мир. Вечнозелёные леса (монтеверде), в состав которых входят некоторые виды растений-реликтов третичного возраста, хорошо сохранились в окрестностях города (долина Оротава). Вокруг города расположены обширные банановые плантации, площадь которых сокращается по мере расширения застройки в общинах Пуэрто-де-ла-Крус и Ла-Оротава.

## История
С 1502 года был известен как порт для расположенной в глубине острова общины Ла-Оротава. В 1603 году в селении была построена своя церковь и площадь.
После того, как в 1706 году порт Гарачико был разрушен извержением Тейде, Пуэрто-де-ла-Оротава стал важнейшим портом северного побережья Тенерифе, а производство вина сделало поселение значительным торговым центром. 3 мая 1651 года король Испании Филипп IV даровал поселению статус общины.
В 1808 году город получил полную муниципальную автономию (до этого времени входил в состав муниципалитета Ла-Оротава) и стал называться Пуэрто-де-ла-Крус.
В конце XIX века город начали посещать туристы из Англии. В это время была построена первая гостиница «Grand Hotel Taoro». Также стали подвергаться перепланировке старинные особняки («Marquesa» и «Monopol»), переводимые в разряд отелей.
В 1950-е город стал значительным туристическим центром. Одним из первых туристов в Пуэрто-де-ла-Крус стал Александр фон Гумбольдт, назвавший долину Оротавы, в которой расположен город, самым красивым, что он когда-либо видел.

## Население
| Год  | Численность | Численность   |
| ---- | ----------- | ------------- |
| 2001 | 29 854      | [ 2 ]         |
| 2002 | 30 466      | [ 3 ]         |
| 2004 | 30 088      | [ 4 ]         |
| 2005 | 30 613      | [ 5 ]         |
| 2006 | 30 585      | [ 6 ]         |
| 2007 | 31 131      | [ 7 ]         |
| 2008 | 31 804      | [ 8 ]         |
| 2009 | 32 219      | [ 9 ]         |
| 2010 | 32 571      | [ 10 ]        |
| 2011 | 32 817      | [ 11 ]        |
| 2012 | 32 665      | [ 12 ]        |
| 2013 | 28 929      | [ 13 ]        |
| 2014 | 29 435      | [ 14 ]        |
| 2015 | 29 412      | [ 15 ]        |
| 2016 | 29 497      | [ 16 ]        |
| 2017 | 30 036      | [ 17 ]        |
| 2018 | 30 483      | [ 18 ] [ 19 ] |
| 2019 | 30 468      | [ 20 ]        |
| 2020 | 30 492      | [ 21 ]        |
| 2021 | 30 179      | [ 22 ]        |
| 2022 | 30 349      | [ 23 ]        |
| 2023 | 30 849      | [ 24 ]        |
| 2024 | 31 377      | [ 1 ]         |

## Достопримечательности

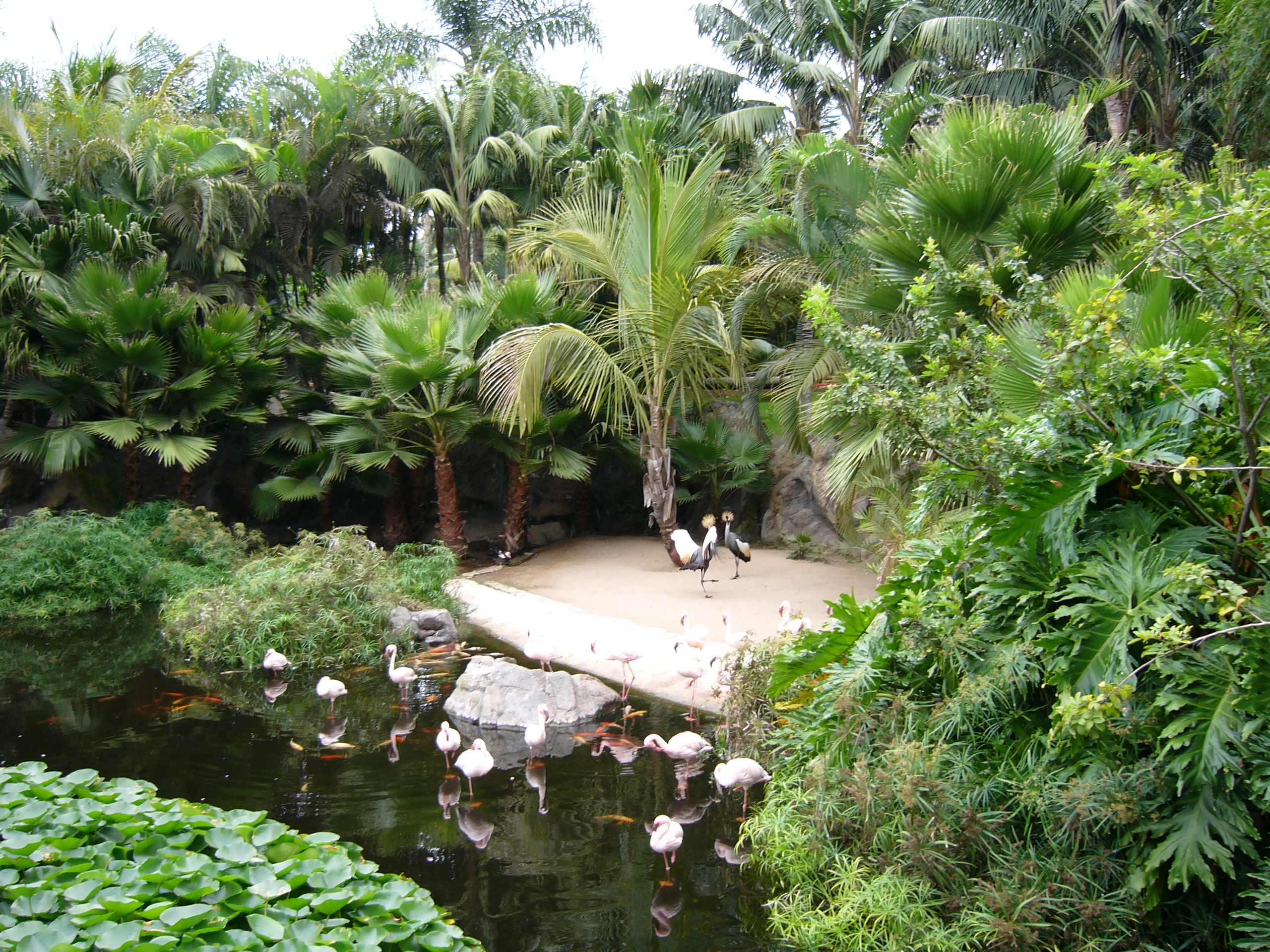
Loro Parque

Одними из достопримечательностей города являются: комплекс «Lago Martiánez», созданный известным архитектором Цезарем Манрике, а также площадь «Plaza del Charco» в центре города. Популярностью пользуется пляж «Jardín», окруженный отелями и пальмовыми рощами. От океана его отделяют огромные каменные кубики, о которые разбиваются волны, что собирает большое количество зрителей.
Археологический музей, открытый в 1953 году представляет для посетителей древнюю историю Канарских островов и культуру коренных жителей гуанчи.
Среди культовых зданий выделяется церковь «Nuestra Señora de la Peña de Francia», а также англиканская церковь Всех Святых (в городе также находится самое старое на Канарский островах англиканское кладбище, открытое в 1667 году).
Наиболее посещаемыми туристическими объектами Пуэрто-де-ла-Круса являются: зоологический сад «Лоро-парк» (парк попугаев), а также ботанический сад и продолжающий действовать в качестве частного поместья, но открытый для посетителей сад орхидей.

### Известные уроженцы и жители
- Бетанкур, Августин Августинович (1758—1824), испанский, затем российский государственный деятель и учёный.
- Вайкат, Михаэль (род.1962), гитарист пауэр-метал группы Helloween, проживает в городе.
- Дерис, Энди (род. 1964), рок-исполнитель, владелец студии «Mi Sueno», проживает в городе.
- Ириарте, Томас (1750—1791), испанский поэт и баснописец.

## Фотографии

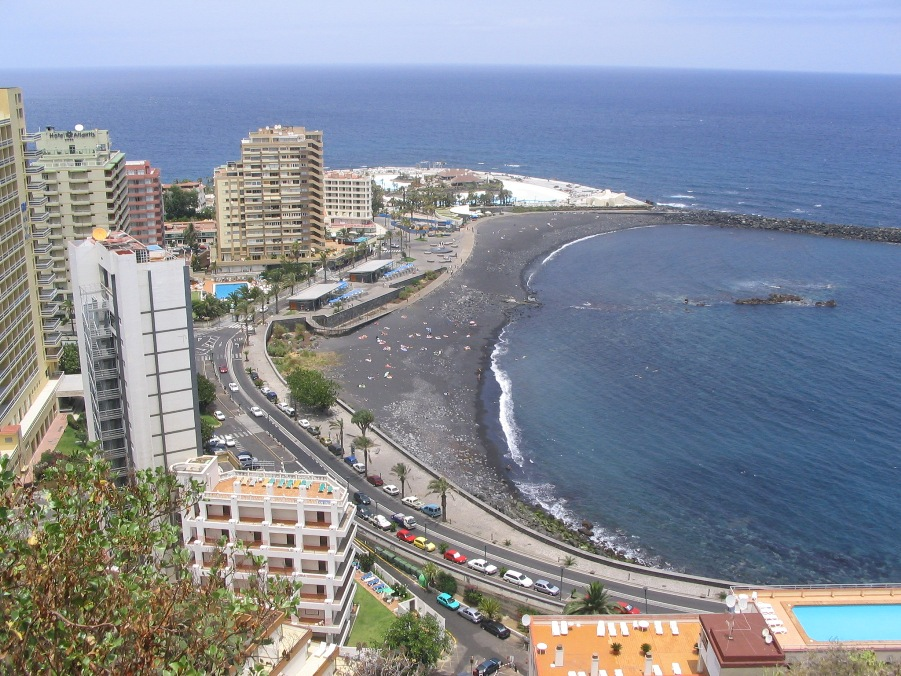
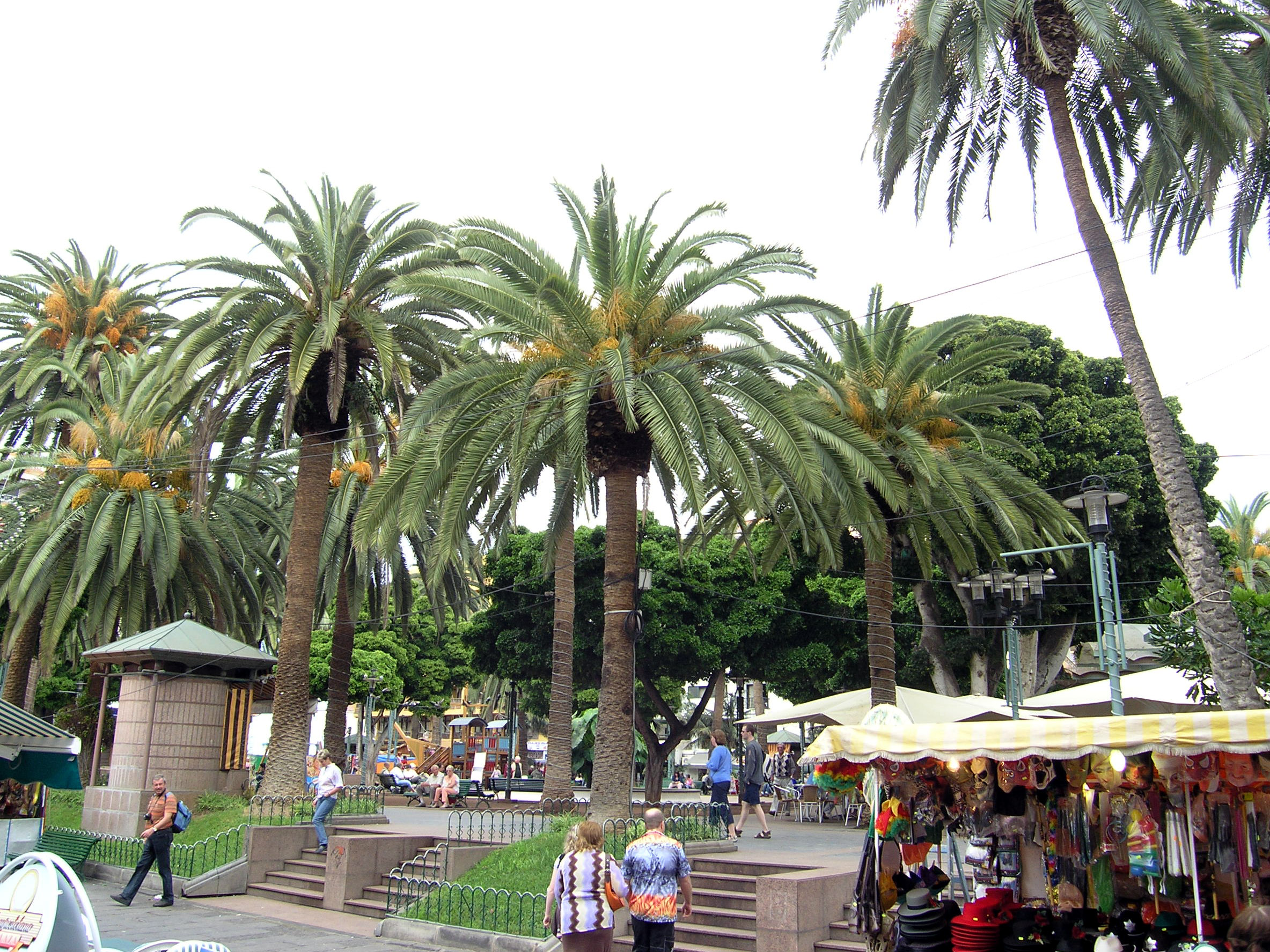
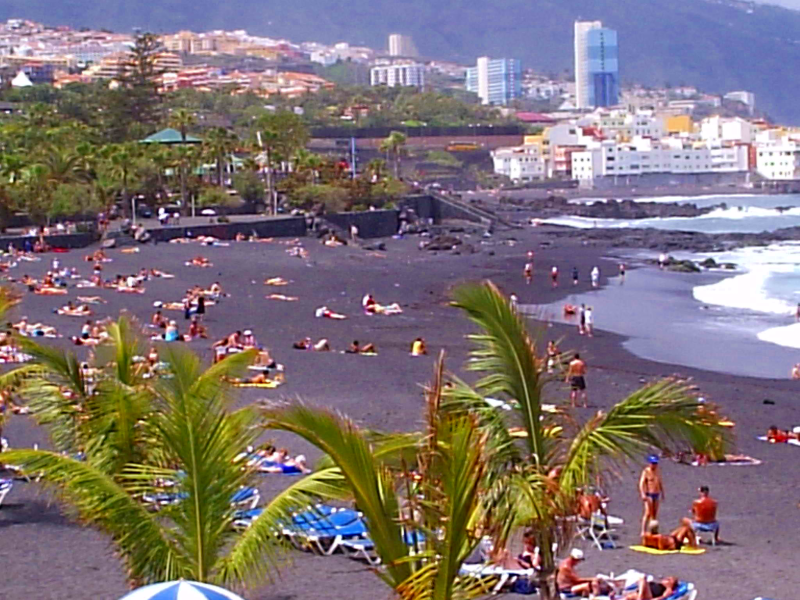
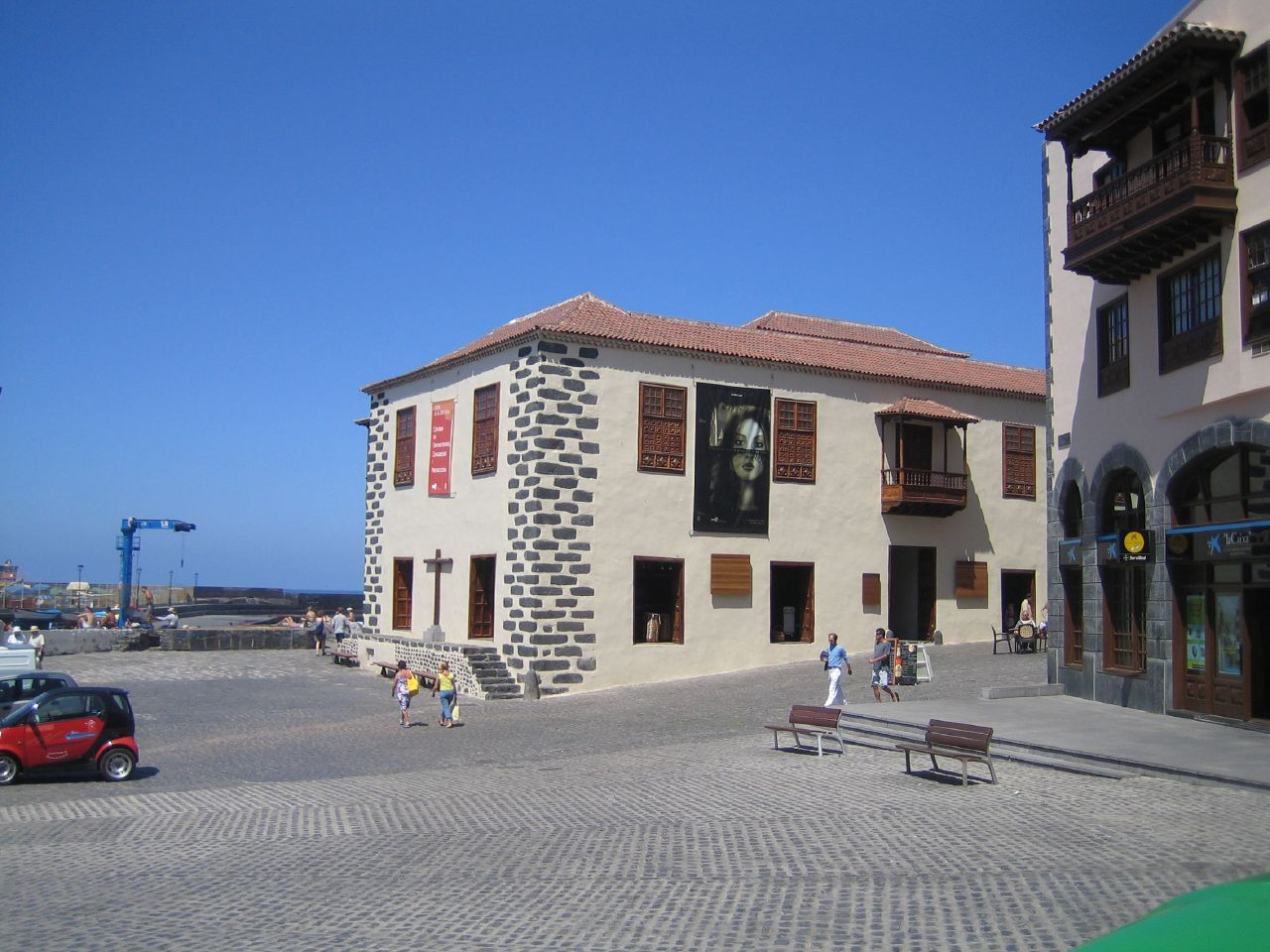
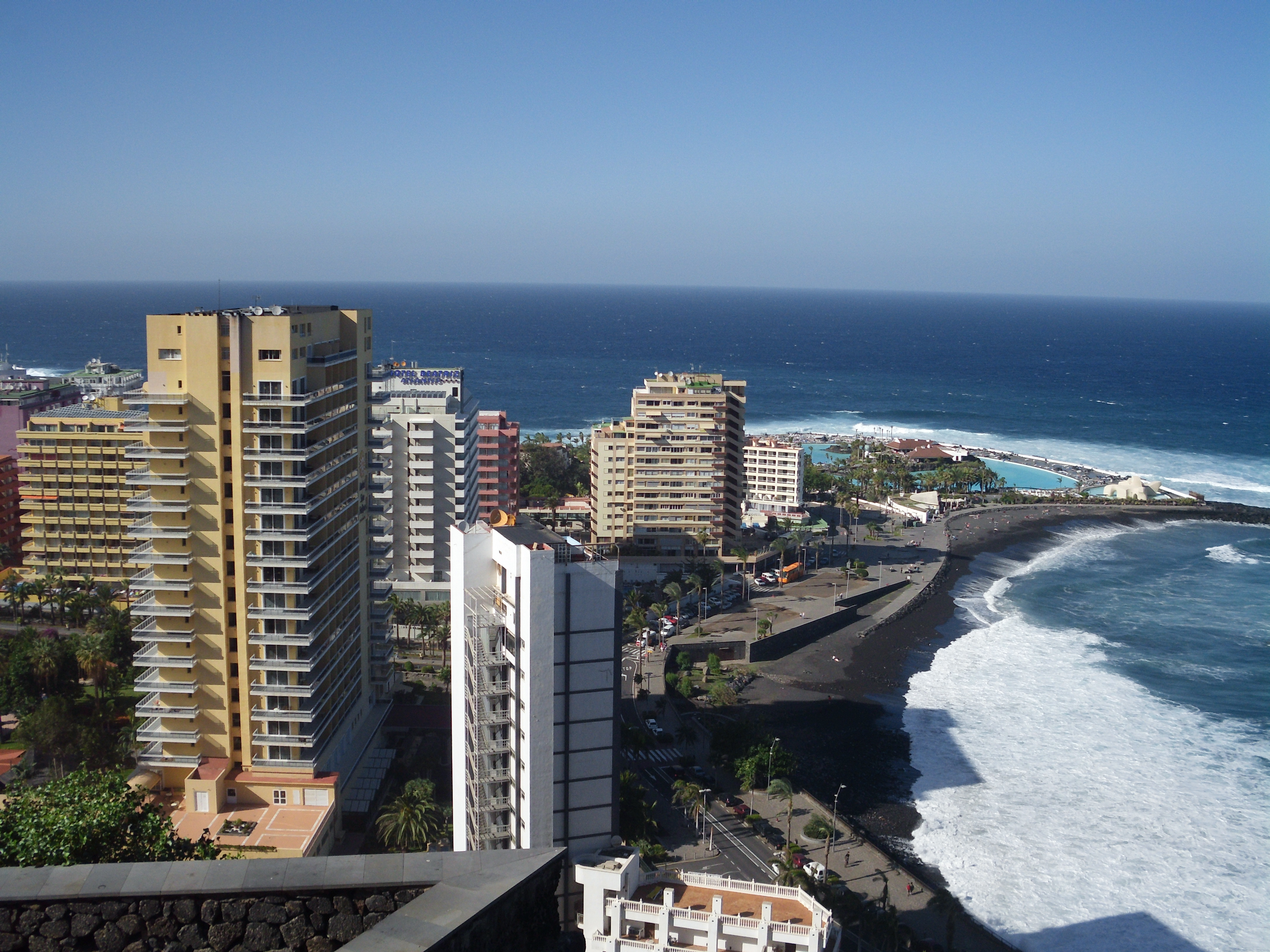
Панорама Пуэрто де ла Круса